# Polen i olympiska sommarspelen 1952
Polen deltog med 125 deltagare vid de olympiska sommarspelen 1952 i Helsingfors. Totalt vann de en guldmedalj, två silvermedaljer och en bronsmedalj.

## Medaljer

### Guld
- Zygmunt Chychła - Boxning, weltervikt.

### Silver
- Aleksy Antkiewicz - Boxning, lättvikt.
- Jerzy Jokiel - Gymnastik, fristående.

### Brons
- Teodor Kocerka - Rodd, singelsculler.